# Pazy
Pazy és un municipi francès, situat al departament del Nièvre i a la regió de Borgonya - Franc Comtat. L'any 2007 tenia 323 habitants.

## Demografia

### Població
El 2007 la població de fet de Pazy era de 323 persones. Hi havia 145 famílies, de les quals 47 eren unipersonals (8 homes vivint sols i 39 dones vivint soles), 59 parelles sense fills i 39 parelles amb fills.
La població ha evolucionat segons el següent gràfic:
Habitants censats

### Habitatges
El 2007 hi havia 225 habitatges, 147 eren l'habitatge principal de la família, 64 eren segones residències i 13 estaven desocupats. Tots els 225 habitatges eren cases. Dels 147 habitatges principals, 126 estaven ocupats pels seus propietaris, 16 estaven llogats i ocupats pels llogaters i 6 estaven cedits a títol gratuït; 9 tenien dues cambres, 22 en tenien tres, 41 en tenien quatre i 76 en tenien cinc o més. 106 habitatges disposaven pel capbaix d'una plaça de pàrquing. A 56 habitatges hi havia un automòbil i a 68 n'hi havia dos o més.

### Piràmide de població
La piràmide de població per edats i sexe el 2009 era:
| Homes | Edats   | Dones |
| ----- | ------- | ----- |
| 0     | 95 o +  | 0     |
| 0     | 90 a 94 | 4     |
| 0     | 85 a 89 | 0     |
| 0     | 80 a 84 | 0     |
| 0     | 75 a 79 | 12    |
| 20    | 70 a 74 | 0     |
| 12    | 65 a 69 | 16    |
| 20    | 60 a 64 | 12    |
| 4     | 55 a 59 | 8     |
| 12    | 50 a 54 | 8     |
| 28    | 45 a 49 | 36    |
| 0     | 40 a 44 | 4     |
| 0     | 35 a 39 | 8     |
| 0     | 30 a 34 | 4     |
| 12    | 25 a 29 | 8     |
| 24    | 20 a 24 | 12    |
| 4     | 15 a 19 | 20    |
| 4     | 10 a 14 | 0     |
| 0     | 5 a 9   | 0     |
| 12    | 0 a 4   | 0     |

## Economia
El 2007 la població en edat de treballar era de 187 persones, 121 eren actives i 66 eren inactives. De les 121 persones actives 114 estaven ocupades (55 homes i 59 dones) i 7 estaven aturades (3 homes i 4 dones). De les 66 persones inactives 37 estaven jubilades, 11 estaven estudiant i 18 estaven classificades com a «altres inactius».

### Ingressos
El 2009 a Pazy hi havia 141 unitats fiscals que integraven 307 persones, la mediana anual d'ingressos fiscals per persona era de 16.981 €.

### Activitats econòmiques
Dels 8 establiments que hi havia el 2007, 1 era d'una empresa de fabricació de material elèctric, 2 d'empreses de construcció, 1 d'una empresa de comerç i reparació d'automòbils, 3 d'empreses de serveis i 1 d'una entitat de l'administració pública.
L'únic servei als particulars que hi havia el 2009 era una lampisteria.
L'any 2000 a Pazy hi havia 15 explotacions agrícoles que ocupaven un total de 1.566 hectàrees.

## Equipaments sanitaris i escolars
El 2009 hi havia una escola elemental integrada dins d'un grup escolar amb les comunes properes formant una escola dispersa.

## Poblacions més properes
El següent diagrama mostra les poblacions més properes.